# Seefeld-Kadolz
Seefeld-Kadolz è un comune austriaco di 932 abitanti nel distretto di Hollabrunn, in Bassa Austria; ha lo status di comune mercato (Marktgemeinde).